# North Lucas
North Lucas war eine britische Automobilmarke, die nur 1923 von den Robin Hood Engineering Works in Putney (London) gebaut wurde.
Zwar entstand vom North Lucas nur ein Prototyp, der allerdings war seiner Zeit weit voraus: Er hatte einen luftgekühlten Fünfzylinder-Sternmotor, der als Mittelmotor montiert war. Darüber hinaus waren alle Räder einzeln aufgehängt.

## Quelle
- David Culshaw & Peter Horrobin: The Complete Catalogue of British Cars 1895–1975. Veloce Publishing plc. Dorchester (1997). ISBN 1-874105-93-6